# خورخي بايكساو
خورخي بايكساو (بالبرتغالية: Jorge Paixão‏) هو مدرب كرة قدم ولاعب كرة قدم برتغالي في مركز الهجوم، ولد في 19 ديسمبر 1965 في ألمادا في البرتغال. شارك مع منتخب البرتغال تحت 16 سنة لكرة القدم ومنتخب البرتغال تحت 18 سنة لكرة القدم. أما مع النوادي، فقد لعب مع أكاديميكا كويمبرا ولوليتيانو ونادي أولهانينسي ونادي براغانزا ونادي قلمرية المتحد.

## وصلات خارجية
- خورخي بايكساو على موقع قاعدة بيانات كرة القدم.إي يو (الإنجليزية)
- خورخي بايكساو على موقع Soccerway.com (الإنجليزية)
- خورخي بايكساو على موقع عالم كرة القدم.نت (الإنجليزية)